# Splügen GR
| GR ist das Kürzel für den Kanton Graubünden in der Schweiz. Es wird verwendet, um Verwechslungen mit anderen Einträgen des Namens Splügen zu vermeiden. |

Splügen (in einheimischer Mundart [ˈʃplyːg̊ə], rätoromanisch Spleia) ist ein Ort in der Region Viamala im Schweizer Kanton Graubünden und Ortschaft in der politischen Gemeinde Rheinwald. Splügen ist eine ehemalige politische Gemeinde, die 2019 mit Hinterrhein und Nufenen fusionierte. Splügen umfasste das gleichnamige Haufendorf und ab 2006 auch Medels im Rheinwald.

## Geographie

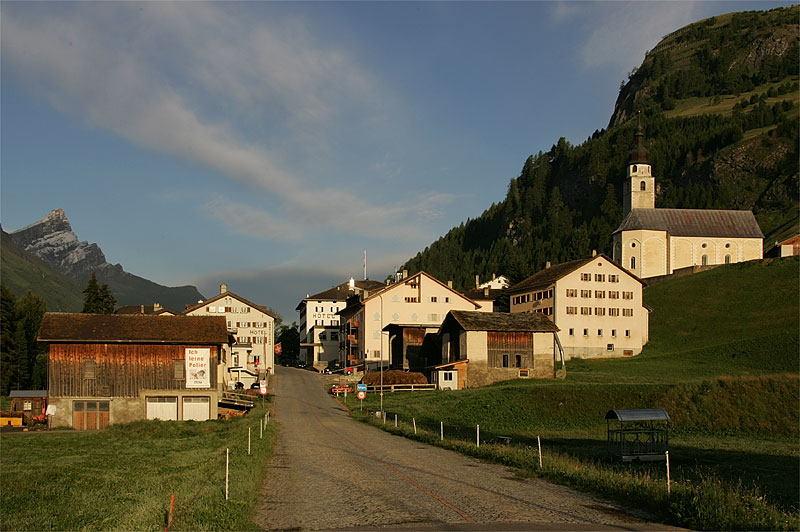
Splügen im Morgenlicht 2005

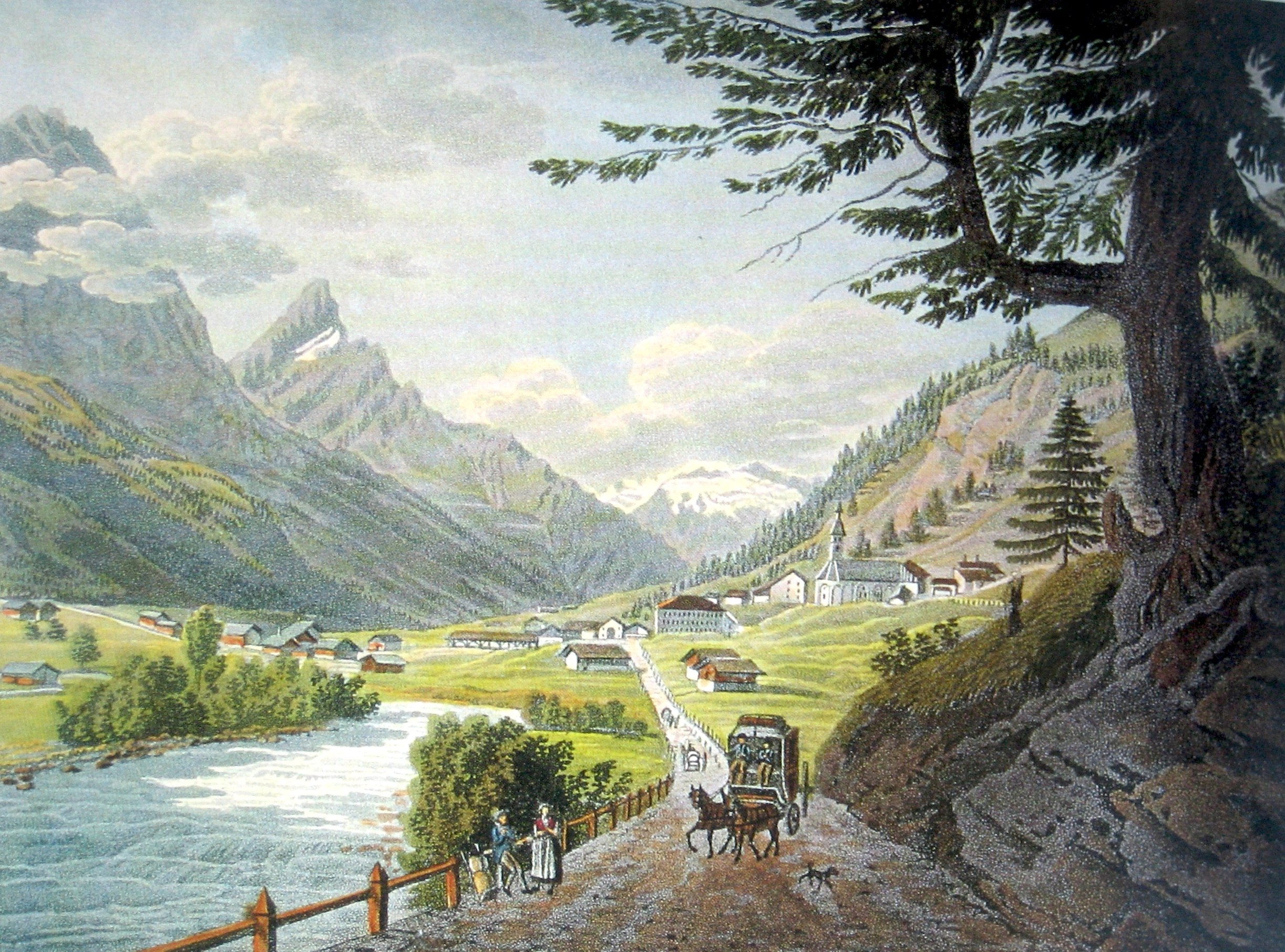
Gleiche Ansicht 1825

Das Dorf Splügen liegt auf 1457 m Höhe im Rheinwald am Hinterrhein sowie an der Verzweigung der Routen zum Splügenpass und zum San-Bernardino-Pass. Beide Pässe wurden schon in römischer Zeit als Verbindungsrouten nach Italien genutzt.
Aus dem Seitental zum Splügenpass fliesst bei Splügen der Hüscherabach in den Hinterrhein. Gegenüber teilt der etwas kleinere Sustabach (auch Stutzbach oder Safierbach genannt) den alten Dorfkern in zwei Teile.
Angrenzende Gemeinden waren Sufers, Safiental, Nufenen und Mesocco im Kanton Graubünden sowie Madesimo in Italien.
Östlich des Dorfes liegt die Ruine der ehemaligen Burg Splügen. Am Weg zur Burg, rund 100 Meter östlich der reformierten Kirche, stand bis zu Beginn des 19. Jahrhunderts die Kirche St. Urban und Vincentius.
Nördlich von Splügen erheben sich die Splügener Kalkberge.

## Geschichte

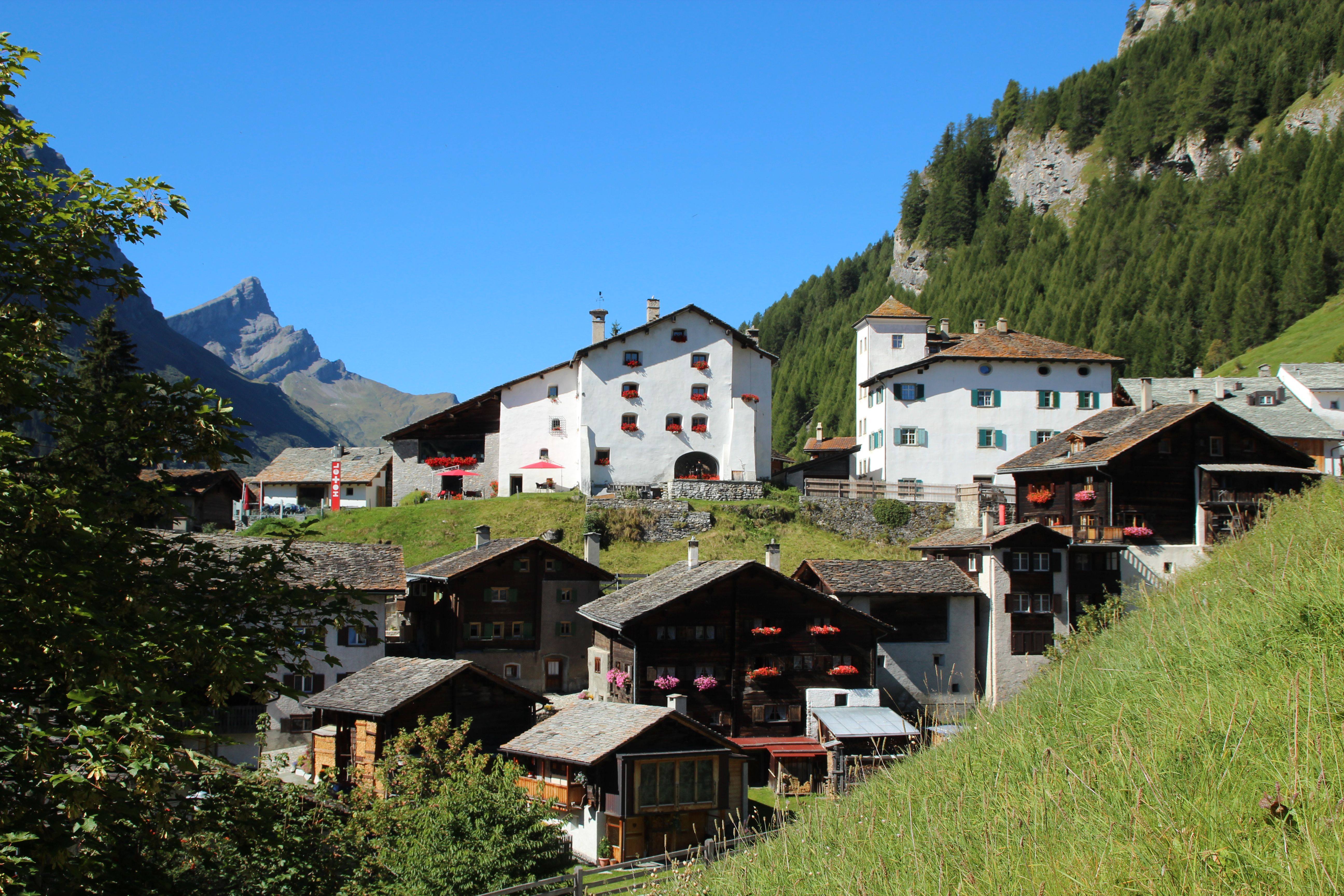
Hotel Weiss Kreuz

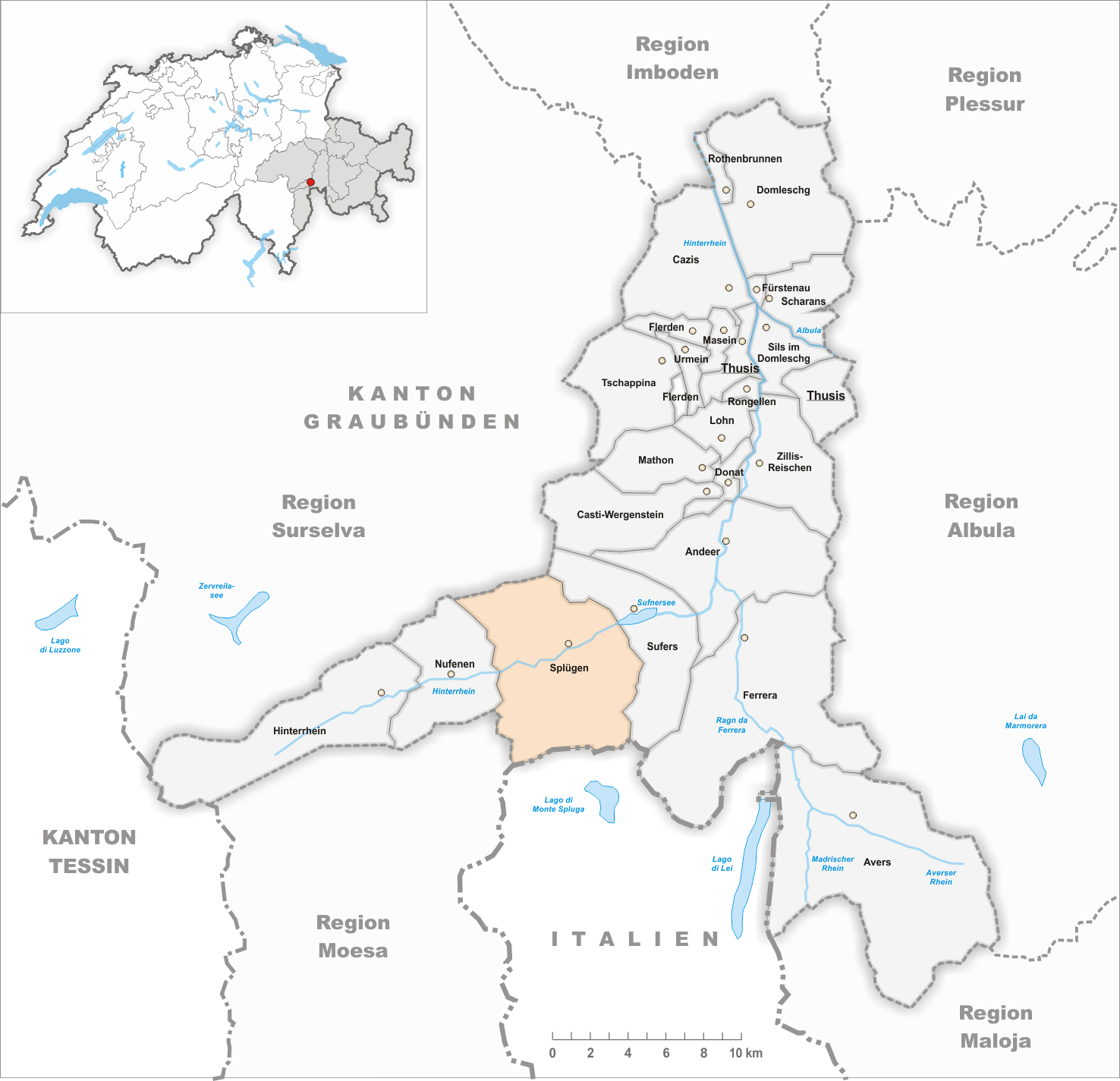
Gemeindestand vor der Fusion am 1. Januar 2019

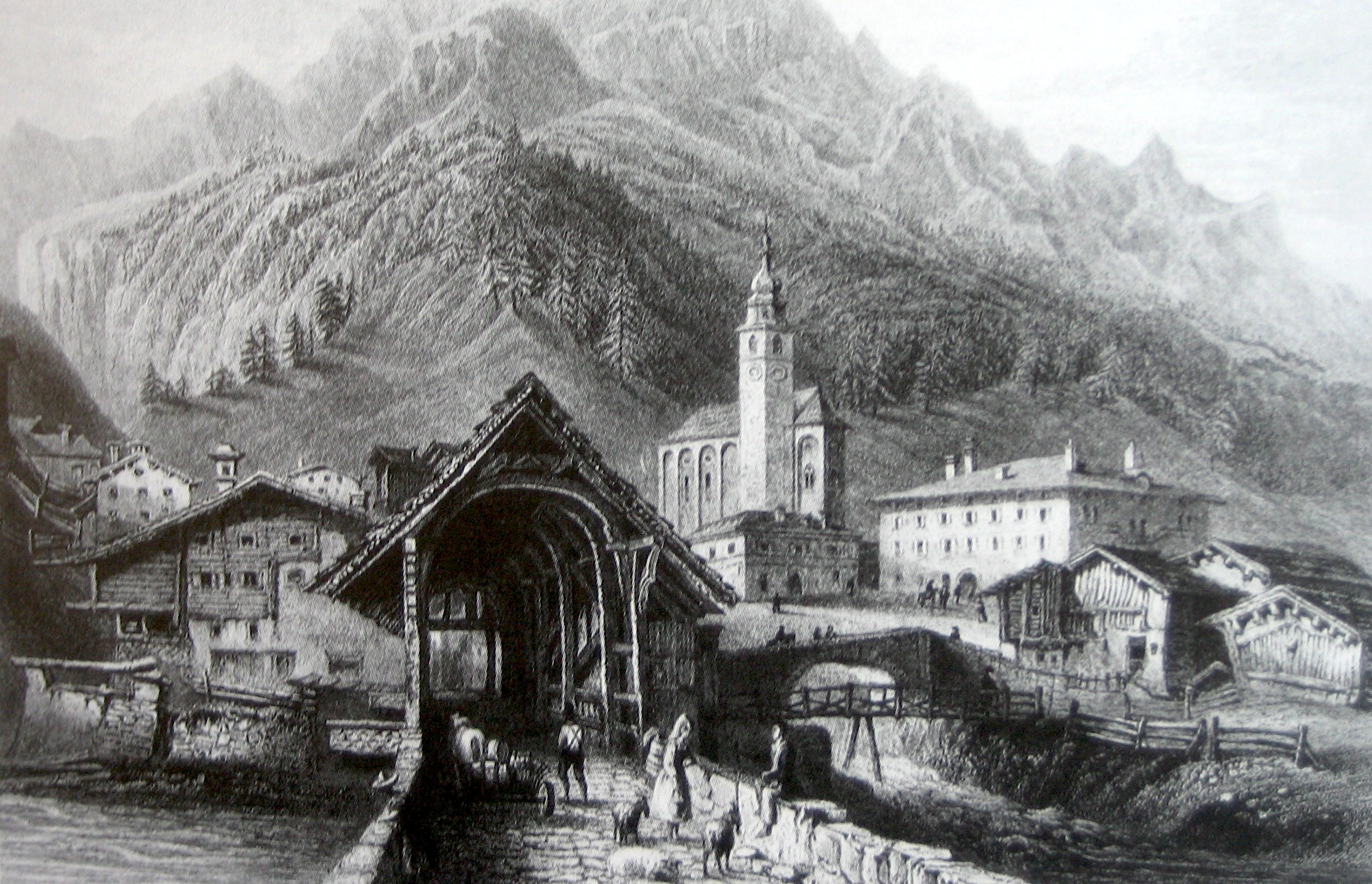
Splügen um 1835. Stich von William Henry Bartlett.

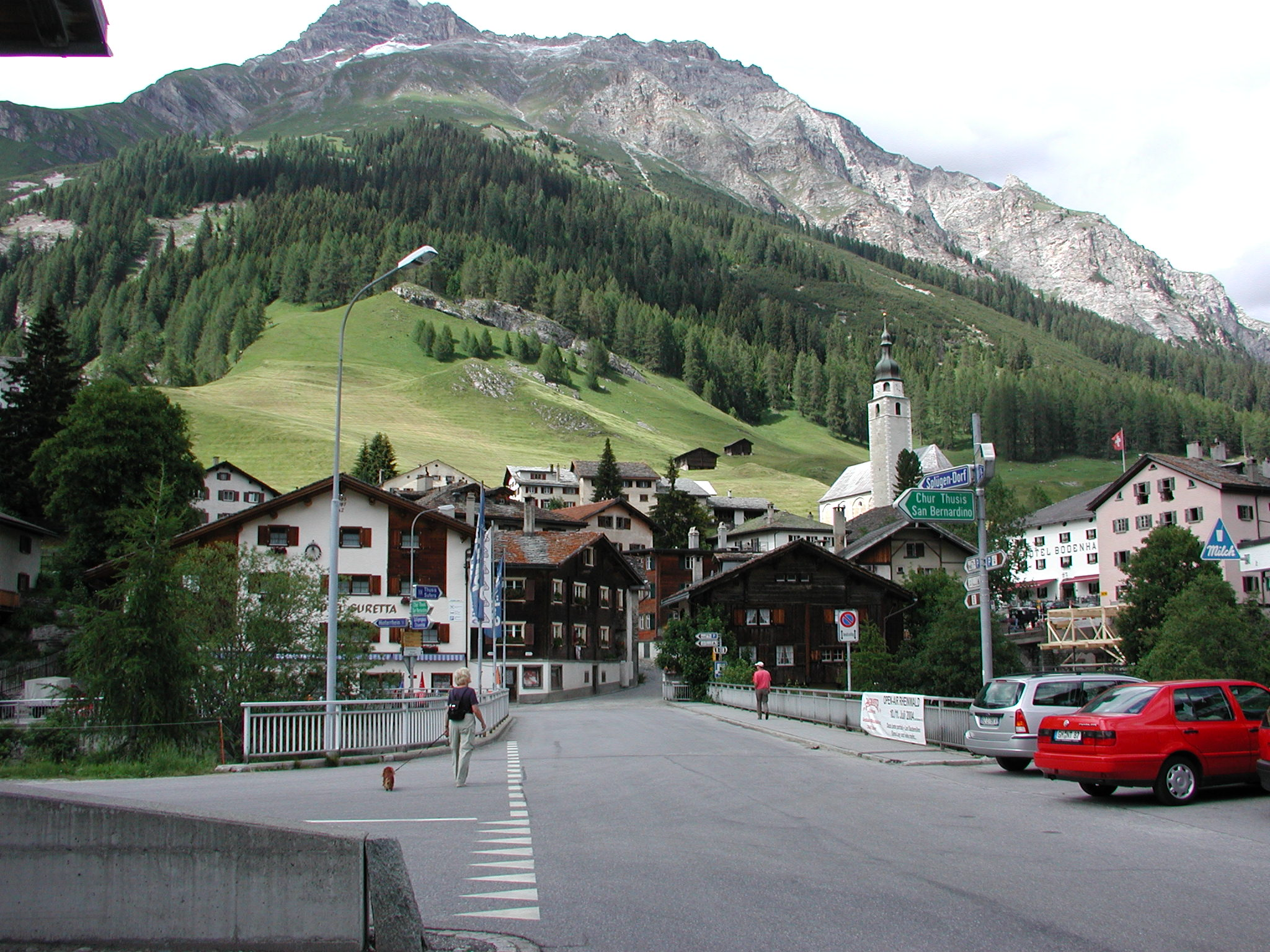
Rheinbrücke heute

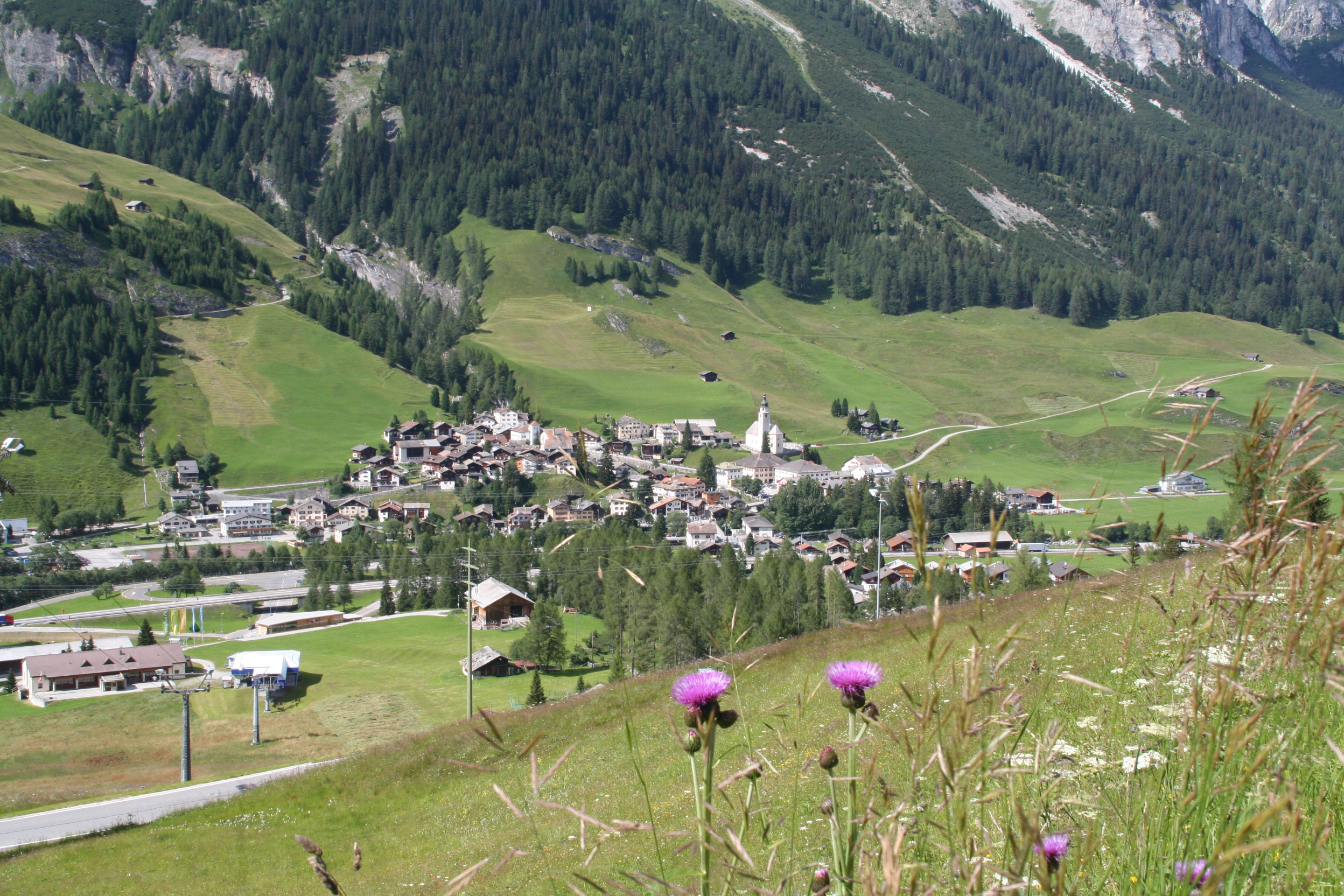
Ansicht von der Passstrasse

Östlich des Dorfs wurden bronze- und eisenzeitliche Funde entdeckt. Bei der im Churrätischen Reichsgutsurbar erwähnten cella handelte es sich um eine Filiale des Klosters Pfäfers. Ursprünglich war Splügen von Romanen aus dem Schams besiedelt.
Der Ortsname taucht als Speluca in einem nur als Abschrift aus dem 16. Jahrhundert erhaltenen Verzeichnis der karolingischen Kaiser von 831 auf, im 13./14. Jahrhundert erscheint er als Speluga/Spluͥgen/Spluͥga. Er geht zurück auf lat. spelunca, Höhle, das in Dialekten Italienischbündens noch als splüg, überhängender Fels/Höhle, erhalten ist. Die ursprünglich in romanischem Sprachgebiet liegenden Orte im Rheinwald wurden im späten 13. Jahrhundert von deutschsprachigen Walsern von Süden her über den San-Bernardino-Pass besiedelt. Vermutlich in diesem Zusammenhang errichteten die Freiherren von Vaz eine Burg westlich des Dorfs. Vom Spätmittelalter bis ins 19. Jahrhundert bildete der Warentransport die Haupteinkommensquelle für die einheimische Bevölkerung; die meisten lebten direkt oder indirekt vom Säumerwesen. Passverkehr und Warentransit gewannen ab dem 15. Jahrhundert grosse Bedeutung. 1443 bewilligten die Grafen von Werdenberg-Sargans dem Dorf die Abhaltung eines Jahr- und eines Wochenmarkts. 1851 bis 2015 war die Gemeinde Teil des Kreises Rheinwald im Bezirk Hinterrhein. Kirchlich gehörte es im Mittelalter zur Grosspfarrei St. Martin im Schams mit der Pfarrkirche in Zillis, ab einem nicht bekannten Zeitpunkt zu Hinterrhein. Um 1500 existierten zwei Privatkaplaneien mit Sakramentsprivileg. Um 1517 ging dieses auf die neue Pfarrkirche St. Vincentius über, 1527 auch die letzten Rechte der Mutterpfarrei St. Martin. Formell wurde Splügen wahrscheinlich erst nach dem Glaubenswechsel 1530 selbstständig. 1689 wurde die heutige Kirche gebaut; ihre Vorgängerinnen waren eine hochmittelalterliche Kapelle westlich und eine Kirche aus dem 15. Jahrhundert östlich des Dorfs mit Altarflügel um 1490 (im Landesmuseum in Zürich).
1716 wurde das Dorf Splügen durch einen Brand weitgehend zerstört. Es wurde auf den verbliebenen Grundmauern wieder aufgebaut. Eine zweite Feuersbrunst 1751 brachte sechs Familien um ihre Habe. 1799 besetzte eine französische Division unter General Claude-Jacques Lecourbe den Ort, 1800 ebenso die Armée des Grisons des Generals Etienne Jacques Macdonald, die am 6. Dezember den Splügenpass Richtung Chiavenna überquerte. Von 1818 bis 1823 wurden die Saumpfade über den Splügen und den San-Bernardino-Pass fast gleichzeitig zu sogenannten Kommerzialstrassen ausgebaut, was zu einem Aufschwung des Waren- und Personentransits führte. Trotzdem erfolgte damals die erste Auswanderungswelle in die Nachbarländer. Der Grund für den Strassenausbau war die Rivalität des Piemont und der österreichischen Lombardei, sodass die Lombardei den Splügenpass auf eigene Rechnung ausbaute, während sich Piemont nur am Bündner Projekt beteiligen musste – ein nur kurzes Wahrzeichen war die dem König Vittorio Emanuele gewidmete Brücke südlich von San Bernardino. Das Projekt einer Bahnverbindung durch Graubünden hatte sich auf den Lukmanierpass verschoben und unterlag der Gotthardbahn.
Mit der Eröffnung des Gotthardtunnels 1882 wurde vielen Einheimischen die Arbeits- und Verdienstmöglichkeit zunichtegemacht; der Warentransport sank innert kurzer Zeit von 14'000 Tonnen auf 1000 Tonnen. Viele wanderten aus und suchten ihr Glück in den USA oder Neuseeland.
Zur Zeit des Zweiten Weltkrieges bestand die Absicht, Splügen, Medels und Nufenen in einem riesigen Stausee versinken zu lassen. Der 700 Meter lange und 150 Meter hohe Staudamm wäre bei der Burgruine Splügen gebaut worden; ein kleinerer Damm bei Sufers. Heftige Gegenwehr der Bevölkerung verhinderte das Projekt. Am 29. November 1946 wurde das Stauseeprojekt Rheinwald nach jahrelangem Rechtsstreit vom Bundesrat abgelehnt.
Während des Zweiten Weltkriegs wurde im Dorf und bei der Burg die Sperrstelle Splügen erstellt.
Ein neues Kapitel in der Geschichte des Passdorfes Splügen begann 1967 mit der Eröffnung des Strassentunnels durch den San Bernardino. Splügen profitierte vom erhöhten Verkehrsaufkommen und entwickelte sich zu einem Winter- und Sommerferienort. Fortan wurde es auf dem im Winter geschlossenen Splügenpass sehr ruhig, weshalb er sich für kulturhistorisch Interessierte aufgrund der erhalten gebliebenen Kunstbauten der ersten Strasse ausgezeichnet als Anschauungsbeispiel eignet.
Für den Erhalt des historischen Ortsbildes engagierten sich die Schweizer 1973 durch den Kauf von Schoggitalern. 1995 erhielt Splügen den Wakkerpreis, der vom Schweizer Heimatschutz für beispielhaften Schutz des Ortsbildes verliehen wird.
Zu Splügen gehörte seit dem 1. Januar 2006 auch die bis dahin selbständige Gemeinde Medels im Rheinwald. Medels liegt zwischen Splügen und Nufenen und war zuvor sowohl flächenmässig wie bezüglich der Bevölkerung die kleinste politische Gemeinde im Tal. Auf den 1. Januar 2019 fusionierte Splügen mit Hinterrhein und Nufenen zur Gemeinde Rheinwald.

## Wappen
| Wappen von Splügen GR | Blasonierung: «In Rot über silber (weiss) bordiertem blauen Wellenbalken ein silberner Zinnenturm» |
| Wappen von Splügen GR | Das Flussband, das als Motiv in nahezu allen Rheinwaldgemeinden vorkommt, wird ergänzt durch den Zinnenturm als Hinweis auf die Burg in Splügen. Die Farben des Wappens leiten sich vom Wappen der Freiherren von Vaz her. |

## Bevölkerung
| Bevölkerungsentwicklung | Bevölkerungsentwicklung | Bevölkerungsentwicklung | Bevölkerungsentwicklung | Bevölkerungsentwicklung | Bevölkerungsentwicklung | Bevölkerungsentwicklung | Bevölkerungsentwicklung | Bevölkerungsentwicklung | Bevölkerungsentwicklung | Bevölkerungsentwicklung | Bevölkerungsentwicklung | Bevölkerungsentwicklung | Bevölkerungsentwicklung |
| ----------------------- | ----------------------- | ----------------------- | ----------------------- | ----------------------- | ----------------------- | ----------------------- | ----------------------- | ----------------------- | ----------------------- | ----------------------- | ----------------------- | ----------------------- | ----------------------- |
| Jahr                    | 1690                    | 1850                    | 1900                    | 1930                    | 1950                    | 1980                    | 1990                    | 2000                    | 2005                    | 2010                    | 2012                    | 2014                    | 2016                    |
| Einwohner               | 360                     | 494                     | 373                     | 336                     | 387                     | 415                     | 415                     | 411                     | 401                     | 405                     | 406                     | 384                     | 377                     |

### Sprachen
Die Gemeinde wurde um 1290 von Walsern besiedelt und gehört daher zu den seit Jahrhunderten deutschsprachigen Orten des Kantons Graubünden. Deutsch ist einzige Behördensprache. Die Entwicklung in Splügen (mit Medels) der vergangenen Jahrzehnte zeigt folgende Tabelle:
| Sprachen in Splügen |                   |                   |                   |                   |                   |                   |
| Sprachen            | Volkszählung 1980 | Volkszählung 1980 | Volkszählung 1990 | Volkszählung 1990 | Volkszählung 2000 | Volkszählung 2000 |
| Sprachen            | Anzahl            | Anteil            | Anzahl            | Anteil            | Anzahl            | Anteil            |
| Deutsch             | 350               | 84,34 %           | 364               | 87,71 %           | 369               | 89,78 %           |
| Rätoromanisch       | 30                | 7,23 %            | 18                | 4,34 %            | 8                 | 1,95 %            |
| Italienisch         | 20                | 4,82 %            | 9                 | 2,17 %            | 11                | 2,68 %            |
| Einwohner           | 415               | 100 %             | 415               | 100 %             | 411               | 100 %             |

### Herkunft und Staatsangehörigkeit
Von den 401 Bewohnern Ende 2005 der (alten) Gemeinde waren 353 (= 88 %) Schweizer Staatsangehörige. Von den (mit Medels im Rheinwald) 446 Einwohnern waren 395 (= 89 %) Schweizer Staatsbürger.

## Verkehr

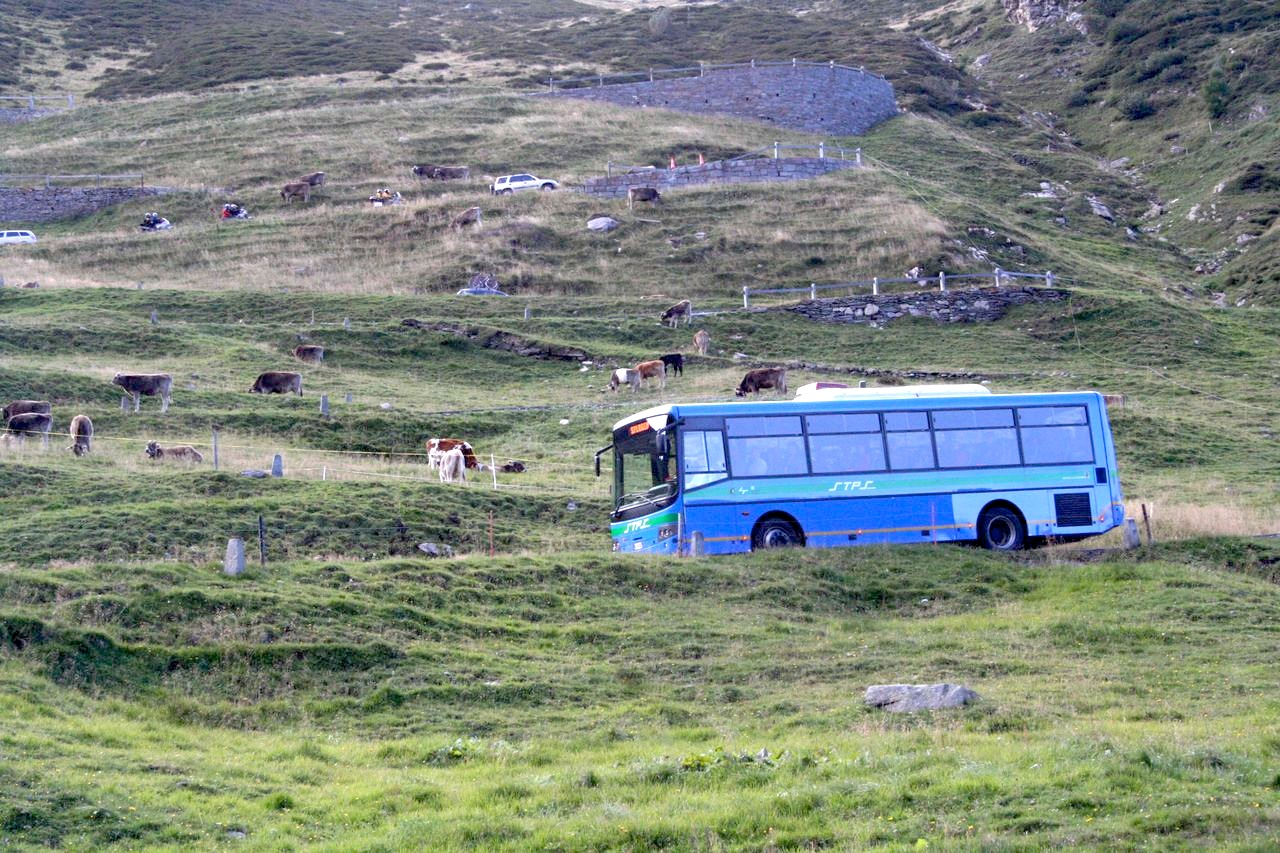
Bus der italienischen Gesellschaft STPS auf der Nordseite des Splügenpasses

Splügen liegt an der Autostrasse A13 und ist mit der Postautolinie (Chur–)Thusis–Bellinzona ans Netz des öffentlichen Verkehrs angeschlossen. Busse der italienischen Gesellschaft STPS fahren über den Splügenpass ins Valle San Giacomo und nach Chiavenna.

## Wirtschaft

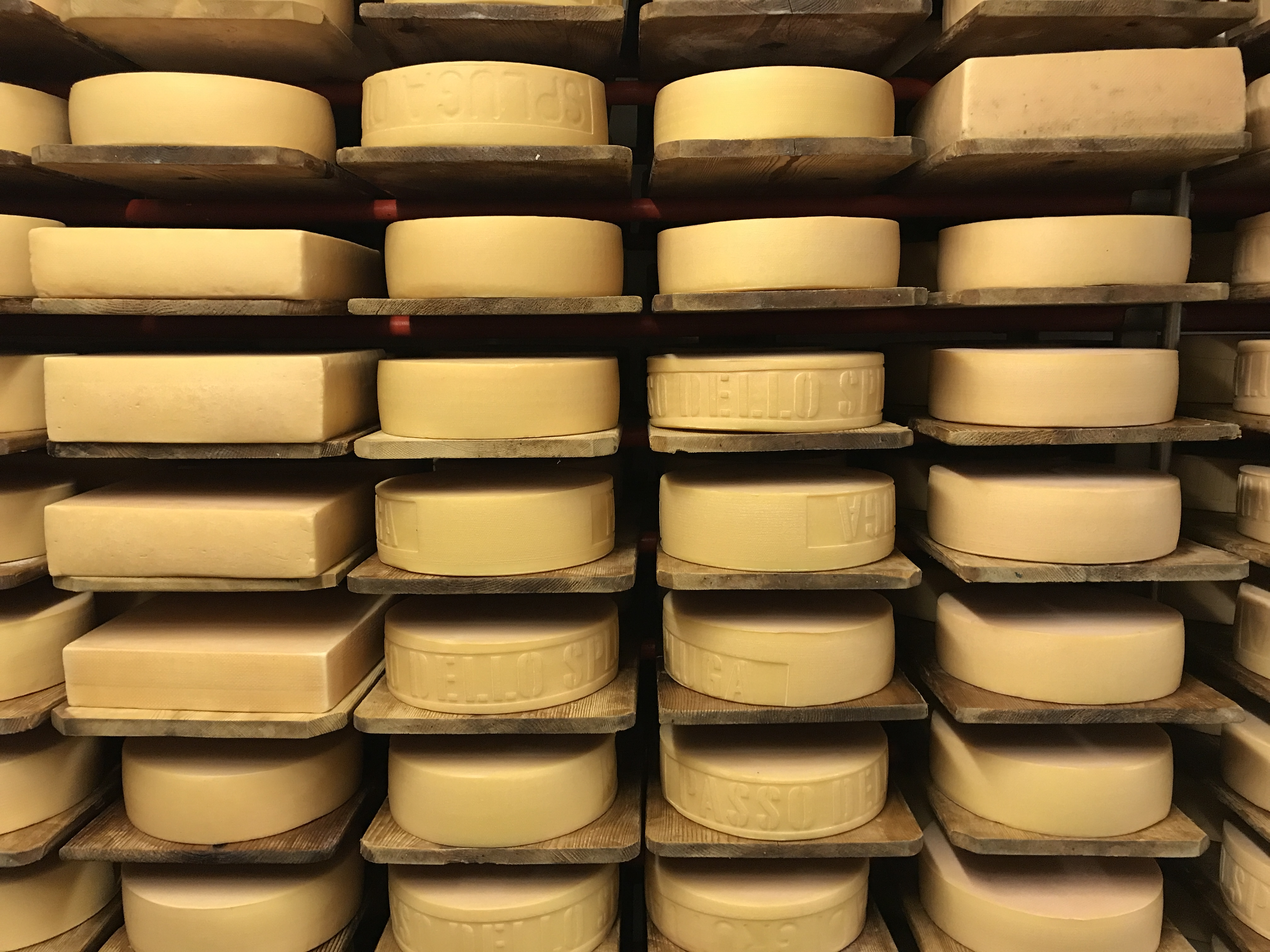
Käselaibe in der Sennerei Splügen

Nach wie vor ist Splügen durch die Landwirtschaft geprägt. Vier Hotels und einige Restaurants bieten Übernachtungs- und Verpflegungsmöglichkeiten an. Zum Einkaufen stehen eine Bäckerei, eine Metzgerei, ein Volg und die Sennerei Splügen zur Verfügung, wo lokale Produkte angeboten werden. Mehrere Bauernhöfe betreiben einen Hofladen. Vor allem im Winter spielt der Tourismus eine wesentliche Rolle: Mehrere Bahnen führen ins Skigebiet am Pizzo Tambo. Der Ort hat sich zu einem kleinen Wintersportort entwickelt und zieht auch wegen des intakten historischen Dorfkerns Touristen an.

## Brauchtum
Jedes Jahr an Aschermittwoch wird der Pschuuri gefeiert.

## Sehenswürdigkeiten

### Dorfbild

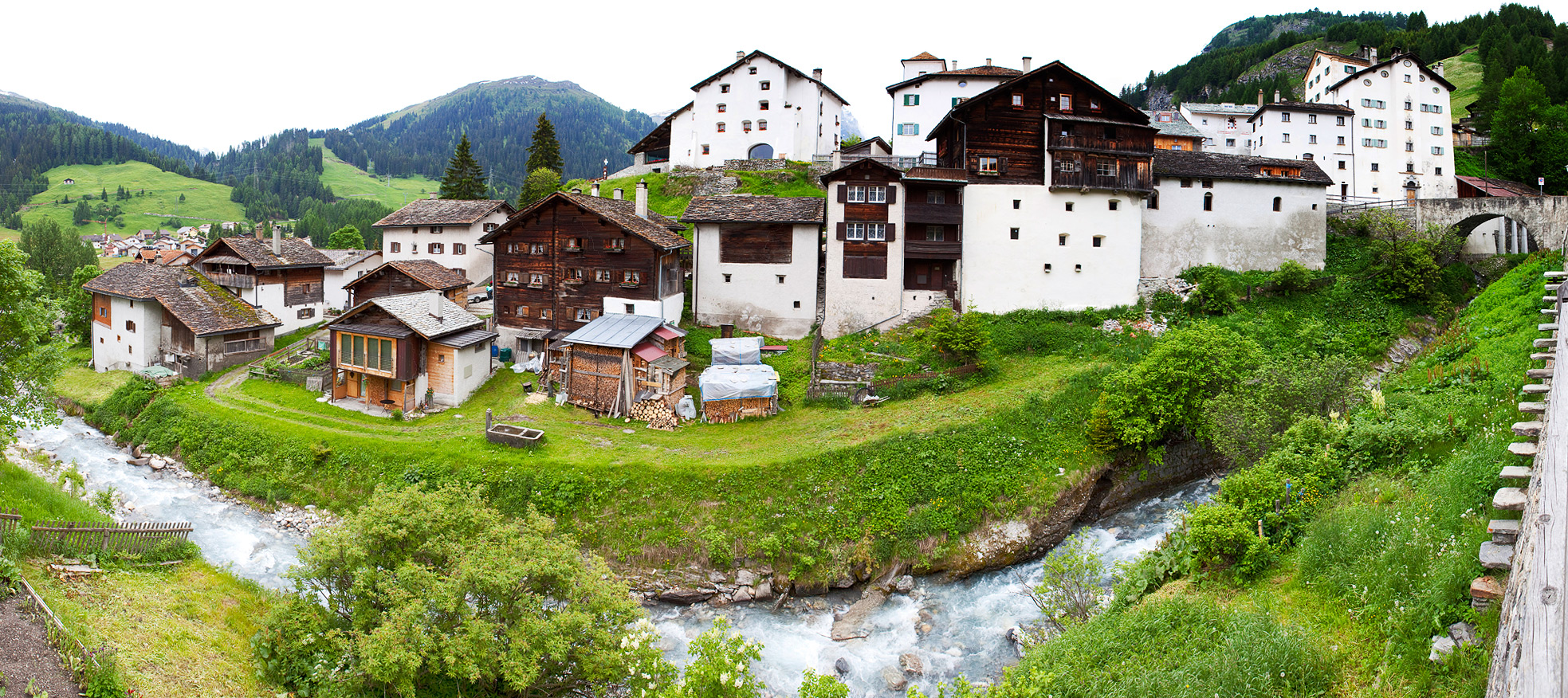
Häuserfront des alten Dorfkerns

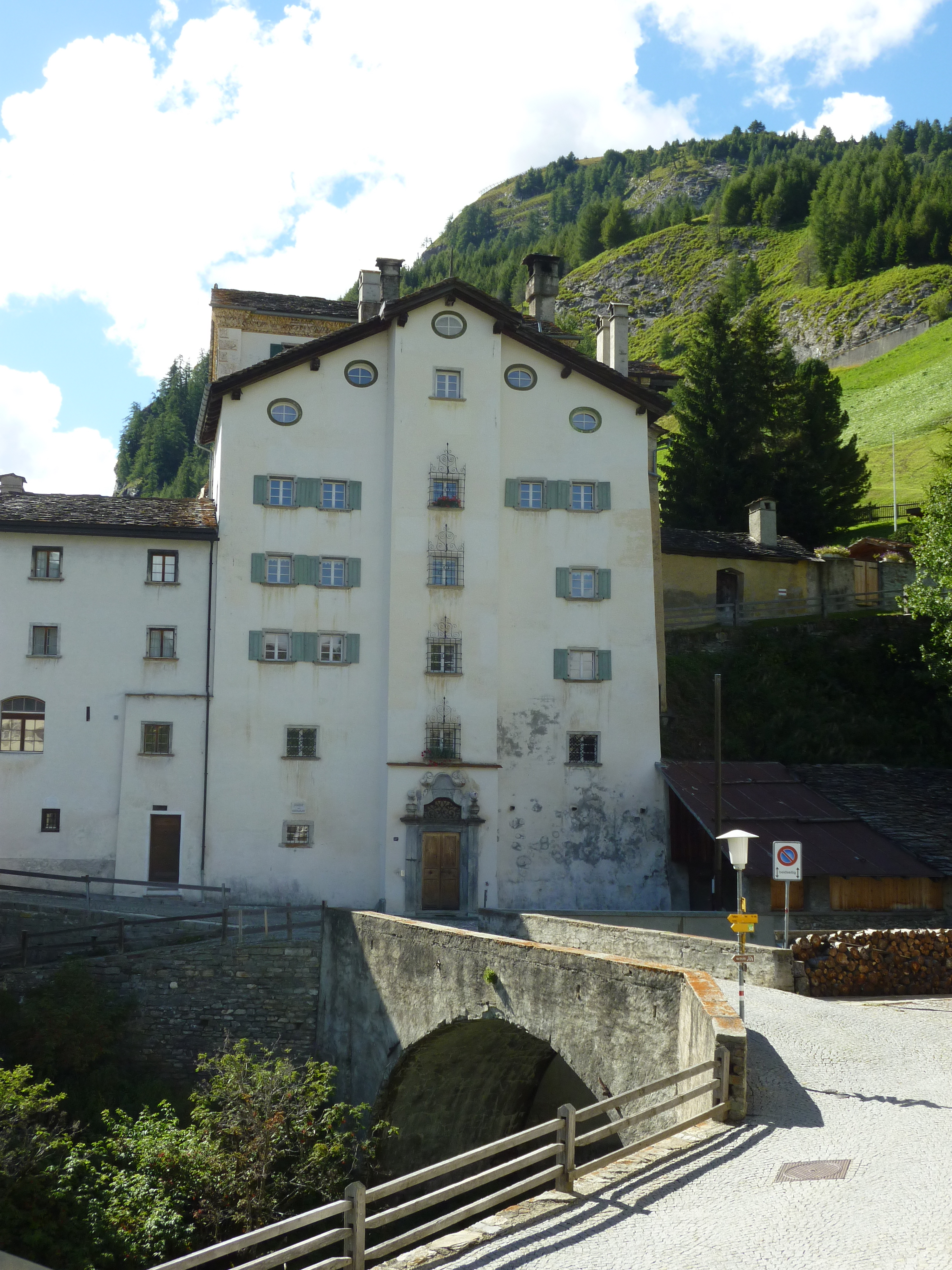
Schorsch-Haus

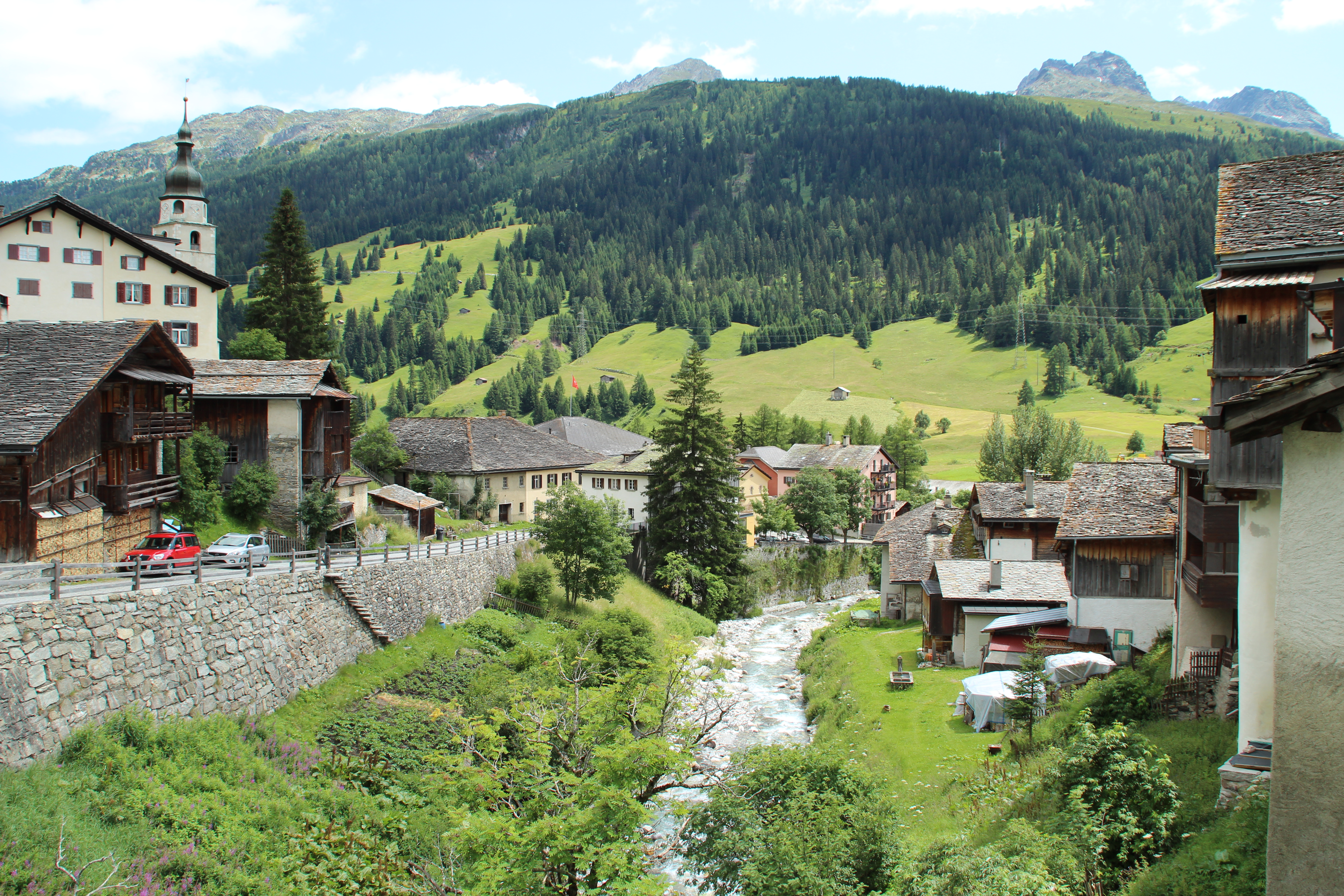
Sustabach

Das preisgekrönte Ortsbild von Splügen umfasst zahlreiche sehenswerte Gebäude, die zum Teil im Schweizerischen Inventar der Kulturgüter von nationaler und regionaler Bedeutung aufgeführt sind. Die meisten Gebäude wurden erst nach dem Dorfbrand von 1716 erbaut, vermutlich am selben Ort wie vorher, was die enge Bebauung erklärt.
Geht man von der Rheinbrücke kommend entlang der Italienischen Strasse aufwärts, gelangt man über die 2016 renovierte Safierbachbrücke auf den Bodenplatz mit dem Hotel Bodenhaus. Das wuchtige Gebäude wurde im Jahr 1722 ursprünglich als Lagerhaus erbaut, bot aber vermutlich schon damals Kost und Logis an. Überquert man den Bodenplatz und geht den Bodawäg hoch, so erblickt man die markante Häuserfront des alten Dorfkerns auf der anderen Seite des Sustabachs. Am oberen Ende, gleich auf der anderen Seite der Brücke, steht das Schorsch-Haus, ein Herrenhaus der Familie von Schorsch mit italienischen Stilelementen. Es diente in den 1970er-Jahren als Motiv für eine Schweizer Briefmarke. Hinten an das Schorsch-Haus angebaut steht das Albertini-Haus, dessen Baustil ebenfalls italienische Einflüsse zeigt. Ein Gang mit Kreuzgewölbe führt zwischen den Häusern hoch zum Safierberg.
Wendet man sich vor dem Schorsch-Haus nach links, führt der steile Weg Susta  abwärts Richtung Rhein, früher der Saumpfad zum Splügenpass. Auch hier stehen einige gut erhaltene und denkmalgeschützte Häuser. Das oberste Haus direkt am Bach ist das Haus Camastral. Auf einen gemauerten dreigeschossigen Sockel wurde ein Strickbau mit Laube aufgesetzt. Es diente in den Zeiten des Saumwesens dem Teiler, der die ankommenden Waren auf die Säumer aufteilen musste, als Wohn- und Arbeitsort. Sehr markant, weil zuoberst auf dem Vorsprung, steht das Hotel Alte Herberge Weiss Kreuz. Das Gebäude wurde früher als Sust genutzt. Zwischen dem Hotel Weiss Kreuz und dem Dorfplatz steht das heutige Gemeindehaus, das ebenfalls Sitz eines Zweigs der Familie von Schorsch war. Es gilt als das kunsthistorisch bemerkenswerteste der Schorschhäuser und beherbergt heute nebst der Gemeindeverwaltung das Heimatmuseum.
Folgt man am Dorfplatz der Fahrstrasse talaufwärts, geht man auf der früheren Route zum San-Bernardino-Pass. Auch in diesem Dorfteil stehen zahlreiche Walserhäuser und Ställe in Strickbauweise.
Talabwärts entlang der alten Splügenstrasse, der heutigen Büelstrasse, erblickt man linkerhand ein weiteres mächtiges Steinhaus, ebenfalls von einem Zweig der Familie von Schorsch, wie am Wappen über dem Eingang ersichtlich. Es ist älter als die anderen Häuser und wurde noch vor dem Brand 1716 erbaut, wie die Jahreszahlen 1674 und 1617 am Haus belegen. Weiter entlang der Büelstrasse gelangt man zur reformierten Kirche und schliesslich auf der alten Splügenstrasse zur Burg Splügen.

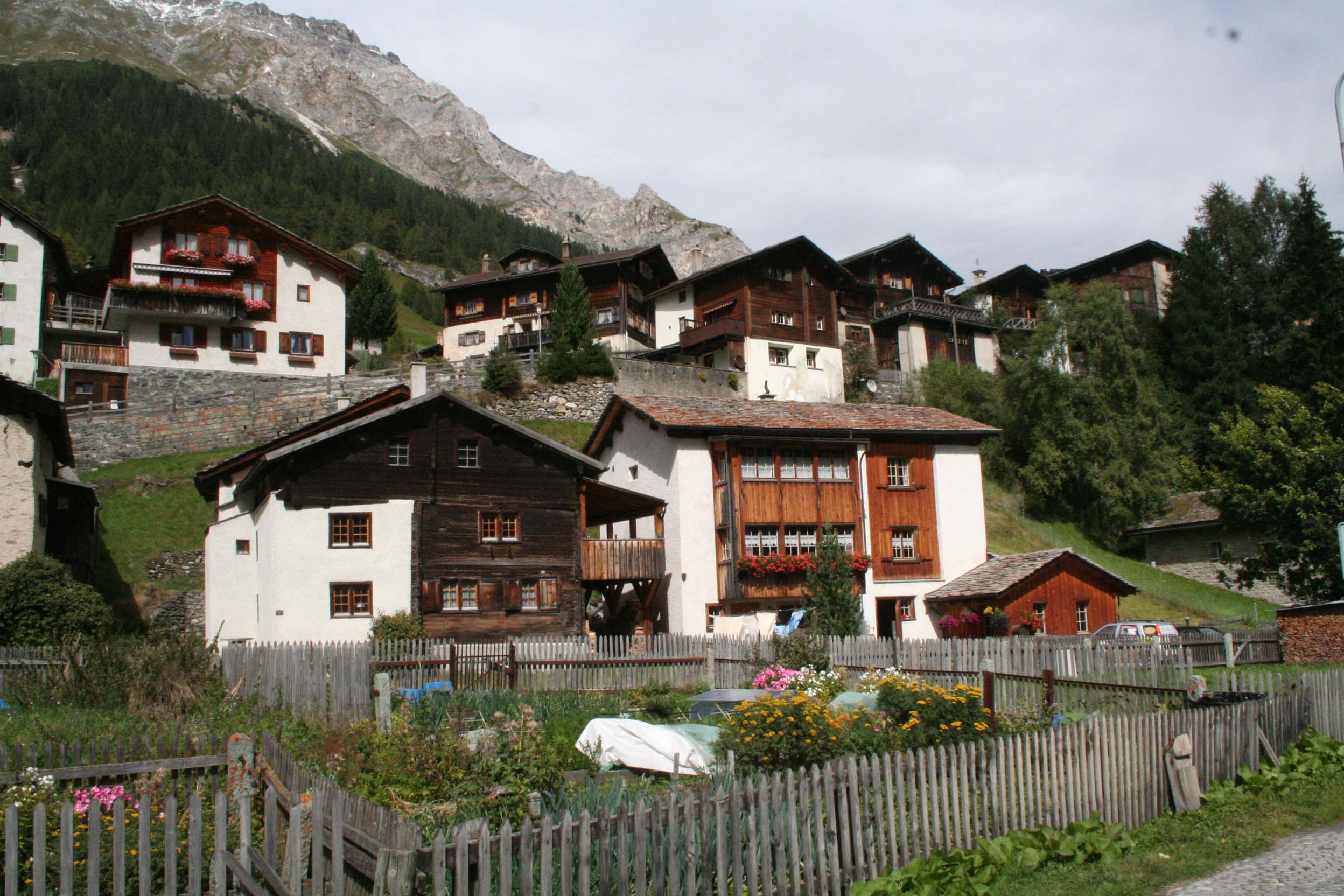
Splügen von Westen

### Richtung Splügenpass
- Das ehemalige Zollgebäude[19]
- Die Marmorbrücke an der Strasse zum Splügenpass
- Die restaurierte Splügengalerie unterhalb der Passhöhe
- Alter Tunnel mit Spitztonne oberhalb der heutigen Strasse über den Splügenpass

### Wanderungen
- Ein beliebtes Wanderziel ist der Ober Surettasee[20]